# Георги Генев
Георги Николов Генев е български офицер, генерал-майор от кавалерията, командир на Беломорския отряд (1941 – 1944) и инспектор на конницата (1944) през Втората световна война (1941 – 1945).

## Биография
Георги Генев е роден на 19 февруари 1892 г. в София в семейството на майор Никола Генев. През 1912 г. завършва в Кавалерийското юнкерско училище в Елисаветград, Русия и на 22 септември 1912 г. е произведен в чин подпоручик. Зачислен е към 32-ри випуск на Военното на Негово Величество училище. Взема участие Балканската (1912 – 1913) и Междусъюзническата война (1913), а през 1915 г. е произведен в чин поручик.
Взема участие в Първата световна война (1915 – 1918) като взводен командир в Лейбгвардейския конен полк. Със заповед № 679 от 1917 г. по Действащата армия е награден с Военен орден „За храброст“ IV степен 1 клас. На 14 октомври 1917 г. е произведен в чин капитан. През 1918 г. е награден с Орден „Св. Александър“ V степен с мечове в средата, която награда е потвърдена със заповед № 355 от 1921 г. по Министерството на войната.
Служи като адютант на 1-ва конна дивизия и в Кавалерийската инспекция. На 15 май 1930 г. е произведен в чин майор и същата година служи във Военната академия. От 1932 г. е на служба в 3-ти конен полк, а от 1934 г. е помощник-командир на 9-и конен полк. На 26 август 1934 г. е произведен в чин подполковник. През 1935 г. отново служи във Военната академия, след което през 1938 г. е служи във 2-ра бърза дивизия. На 30 октомври 1938 г. е произведен в чин полковник.
През 1938 г. полковник Генев е назначен за командир на 10-и конен полк, след което от 1939 г. поема командването на 2-ра бърза дивизия. По време на Втората световна война (1941 – 1945) командва Беломорския отряд (25 ноември 1941 – 10 декември 1941), на 6 май 1943 г. е произведен в чин генерал-майор, а през 1944 г. е назначен за инспектор на кавалерията, на която длъжност е до 13 септември 1944, когато заедно със стотици други офицери е уволнен от служба от новите власти.
Умира през 1964 г. в София.

## Военни звания
- Подпоручик (22 септември 1912)
- Поручик (1915)
- Капитан (14 октомври 1917)
- Майор (15 май 1930)
- Подполковник (26 август 1934)
- Полковник (30 октомври 1938)
- Генерал-майор (6 май 1943)

## Награди
- Военен орден „За храброст“ IV степен, 1 клас (1917)
- Орден „Св. Александър“ V степен с мечове в средата (1918/1921)

## Образование
- Елисаветградско кавалерийското юнкерско училище (до 1912)